# .mk
A .mk Észak-Macedónia internetes legfelső szintű tartomány kódja.